# Argyrophylax phoeda
Argyrophylax phoeda är en tvåvingeart som först beskrevs av Townsend 1927.  Argyrophylax phoeda ingår i släktet Argyrophylax och familjen parasitflugor. Inga underarter finns listade i Catalogue of Life.